# Kišni čovjek
Kišni čovjek (eng. Rain Man) je drama  Barryja Levinsona iz 1988. s  Dustinom Hoffmanom i  Tomom Cruiseom u glavnim ulogama. Film govori o sebičnom yuppieju, Charlieju Babbittu, koji otkriva da je njegov otac ostavio multimilijunsku ostavštinu njegovom autističnom bratu, Raymondu, za kojeg Charlie nije znao da postoji.

## Glumci
- Dustin Hoffman - Raymond Babbitt
- Tom Cruise - Charlie Babbitt
- Valeria Golino - Susanna
- Gerald R. Molen - Dr. Bruner
- Michael D. Roberts - Vern
- Ralph Seymour - Lenny
- Lucinda Jenney - Iris
- Bonnie Hunt - Sally Dibbs

## Radnja

### Život Charlieja Babbitta
Film počinje u 1988. s Charliejem Babbittom, prodavačem automobila iz Los Angelesa, koji se nalazi usred skupih pregovora u vezi četiri luksuznih sportskih auta; poslu prijeti Američka agencija za zaštitu okoliša: ako Charlie ne uspije ispuniti njihove uvjete, izgubit će veliku svotu novca. Čini se da će posao ipak uspjeti uz sitnu varku koju su načinili Charlie i jedan od njegovih zaposlenika. Nakon toga Charlie odlazi na vikend u Palm Springs sa svojom djevojkom Susannom.
Charliejev put pokvaren je nakon iznenadne vijesti da je umro njegov otac, Sanford Babbitt, koji se otuđio od sina. Nakon što je čuo za očevu smrt, Charlie odlazi u Cincinnati, Ohio, kako bi sredio ostavštinu. Međutim, tamo saznaje da je njegov otac ostavio 3 milijuna dolara nepoznatom korisniku, dok je on dobio samo stari klasični Buick Roadmaster kabriolet. Charlie konačno saznaje da je novac poslan u mentalni institut te odlazi tamo sa svojom djevojkom kako bi saznao zašto.

### Izlet iz djetinjstva i Kišni čovjek
U razgovoru sa Susannom po dolasku u stari dom u Cincinnatiju, Charlie objašnjava značenje auta - žutog Buick Roadmaster kabrioleta iz 1949. Dok je bio tinejdžer, bilo mu je zabranjeno voziti ga; jednom je Charlie donio kući svjedodžbu "s gotovo svim peticama", i upitao oca može li uzeti auto kako bi se provozao s prijateljima. Sanford Babbitt je odbio, ali je Charlie ipak uzeo auto. Umjesto da obavijesti policiju kako mu je sin uzeo auto, otac je rekao kako je on ukraden. Nakon što ih je zaustavila policija i odvela ih u postaju, Charliejeve prijatelje su brzo pokupili očevi, ali Sanford je njega ostavio u zatvoru dva dana, nakon čega su čitavi život ostali otuđeni. Progoni ga i sjećanje na 'Kišnog čovjeka' (engleski: rain man), navodno imaginarnog prijatelja koji je misteriozno nestao u njegovom djetinjstvu.

### Raymond
Dok njegova djevojka čeka u Buicku, Charlie se sastaje s dr. Brunerom, upraviteljem mentalnog instituta, koji mu odbija išta reći. Charlie se vraća u auto i pronalazi čudnog muškarca u srednjim tridesetima kako sjedi iza volana i razgovara sa Susannom o tome kako ga je vozio kad ga je posjećivao otac. Charlie zatraži objašnjenje te otkriva kako je to njegov brat, Raymond. Nakon daljnjeg razgovora s dr. Brunerom, Charlie saznaje da je Raymond autističan. Charlie je uzrujan što je Raymond dobio 3 milijuna dolara ostavštine, jer ne shvaća koncept novca.[pojasniti]. Činjenica da mu je otac krio da ima brata, razbješnjuje Charlieja.

### Početna prilagodba
Charlie odlučuje uzeti ono što smatra svojim dijelom ostavštine i polazi s Raymondom u ono što postaje put kroz zemlju, natrag u Los Angeles, kako bi se sastao sa svojim odvjetnicima te dobio skrbništvo nad njim. Raymondove manire ubrzo počinju živcirati Charlieja, pa čak zaključuje da je bratov "neurološki poremećaj" dio Raymondova plana kako bi zadržao cijelu ostavštinu za sebe. Raymond nehotice izaziva prekid bratove i Susannine veze nakon što ulazi u sobu u kojoj oni vode ljubav. On je bio u susjednoj sobi hotela i memorirao telefonski imenik - uvijek čita u krevetu, a kako je imenik bila jedina knjiga u sobi, odlučuje ga memorirati, a saznajemo da je došao do slova "G", prije nego što ga je brat potjerao u krevet i ugasio svjetlo. Raymond je "čuo zvukove", postao znatiželjan i odlučio istražiti. Raymond ulazi u sobu, sjeda na krevet, počinje gledati televiziju koja je bila upaljena, i počinje imitirati Susannine uzdahe. Nakon što je Charlie shvatio da mu je brat tu, razbješnjuje se i počinje vikati na Raymonda. Susanna je suosjećajnija i kaže Charlieju da se ispriča. Umjesto toga, on se još malo zadere na Raymonda, a zgrožena Susanna ga ostavlja.

### Fijasko na aerodromu
Kasnije, Charlie odlučuje da će on i Raymond u  Kaliforniju avionom, ali Raymond odbija tu pomisao. Počinje navoditi medijske izvještaje o avionskim nesrećama i kaže kako se boji da i on ne postane jedan od putnika u takvom avionu. Još uzrujaniji Charlie odlučuje da će ipak ići avionom i, nakon nabrajanja nekoliko zrakoplovnih kompanija, Raymond navede jednu "sigurnu" (Qantas), za koju kaže da nije doživjela nijednu nesreću. Međutim, Qantas leti u Kaliforniju iz Melbournea, što znači da Charlie i Raymond ne mogu odletjeti u Kaliforniju ako prije ne odu u  Australiju. Izgubivši strpljenje, Charlie silom pokuša dovesti Raymonda na terminal. Ali dok su prilazili, Raymond počinje paničariti, stvorivši scenu nakon čega Charlie obećava kako uopće neće letjeti.

### Putovanje
Počinje dugo putovanje cestom. Prvo, sve teče glatko dok putuju međudržavnom autocestom, ali se sve mijenja kad nalijeću na mjesto kobne prometne nesreće. Charlie ne uspijeva uvjeriti Raymonda da su sve autoceste sigurne te je prisiljen dalje voziti običnim cestama. Dvojica sljedeći dan provode u motelu, jer Raymond ne izlazi van kad pada kiša.
Tijekom putovanja, Raymondove navike zbunjuju ljude koje susreću, a često frustriraju Charlieja, koji samo misli na novac. Ovo su neki od primjera:
- U restoranu, konobarica ostaje zbunjena nakon što Raymond kaže njezino ime i broj telefona. Pročitao je i memorirao sve do slova G - i pola imena pod slovom G - u telefonskom imeniku prethodne noći. Charlie uspijeva uvjeriti konobaricu da Raymond ne misli ništa loše, a ona ostaje impresionirana. Kasnije, konobarici ispada kutija čačkalica, koje se rasipaju po podu, a Raymond istog trenutka izračuna koliko je čačkalica na podu (246). Charlie pomisli kako mu je brat pogriješio (jer ih u kutiji ima 250), ali konobarica pronalazi četiri čačkalice koje su ostale u kutiji.
- U istom restoranu, Raymond hoće palačinke i javorov sirup. Otkriva kako nema svoje čačkalice te da sirup nije donesen na stol. Charlie mu kaže kako ljudi u restoranu koriste vilice kako bi jeli i uvjerava ga kako će sirup biti na stolu kad donesu palačinke; Raymond odvraća kako je u instituciji sirup uvijek na stolu prije jela te da će biti prekasno ako se donese poslije jela. Raymond ustraje u svojem zahtjevu, na što ga Charlie hvata za vrat i kaže mu da se "prestane ponašati retardirano". Nakon toga Raymond zapiše u bilježnicu o incidentu - "Stisnut i gurnut i bolan" - njegov vrat u 1988. - u crvenu bilježnicu sa spiralom (Raymond koristi bilježnicu kako bi "dokumentirao" takve incidente, često pretjerivajući u opisivanju onoga što se dogodilo).
- Raymond govori kako je "izvrstan" vozač i pokušava upravljati autom dok Charlie vozi po autocesti. Charlie ubrzo preuzima kontrolu nad vozilom. Razgovor se tada prebacuje na to kako Raymond ne nosi donje rublje, na što mu Charlie odvraća da mu je dao jedan par to jutro. Međutim, Raymond ih skida i pokušava dati Charlieju rekavši kako samo nosi bokserice. Charlie kaže kako će ih kupiti kad sljedeći put stanu, ali Raymond inzistira na tome kako sve kupuje u Kmartu u Cincinnatiju. Vjerojatno u  Oklahomi u tom trenutku, Raymond nastavlja sa svojim zahtjevom sve dok Charlie ne izgubi strpljenje. Zaustavlja auto i iskaljuje bijes rekavši kako je "ovaj autizam obično sranje!" Charlie konačno odlazi kod liječnika u sljedećem gradu u uzaludnom pokušaju da vidi može li Raymond biti imalo normalniji.
- U malom gradiću (snimano u Guthrieju, Oklahoma), na raskrižju stoje semafori. Raymond staje nasred pješačkog prijelaza nakon što se pali zaustavno svjetlo, na što se auti zaustavljaju, a vozači počinju bjesniti. Nakon što jedan prilazi Raymondu prijeteći mu, dolazi Charlie i sklanja ga s ceste.
- Putujući seoskom cestom, Raymond podsjeća Charlieja kako će početi sudska serija The People's Court. Kako nema grada na vidiku, Charlie je prisiljen zamoliti lokalne stanovnike da puste Raymonda da gleda televiziju. Prvo se predstavlja kao predstavnik televizijske tvrtke koja prati gledanost te da se nalazi u razgledavanju, ali ubrzo ga razotkriva nervozni Raymond vireći kroz prozor u strahu da će propustiti "suca Wapnera", prisiljvajući osramoćenog Charlieja da objasni situaciju. Nakon objašnjenja "taj čovjek je moj brat, i ako ne pogleda People's Court za trideset sekundi, napravit će scenu na vašem trijemu", žena nevoljko popušta i pušta braću unutra.
- Zaustavivši se u motelu kako bi prenoćili, Charlie začuje Raymonda kako mrmlja frazu "smiješni kišni čovjek". Charlie shvaća da je, kao malo dijete, pokušao reći 'Raymond', ali je samo uspio izustiti 'Kišni čovjek' (Raymond - Rain man). Na pitanje "Ti si kišni čovjek?" Raymond mu pokaže sliku dvogodišnjeg Charlieja i trinaestogodišnjeg Raymonda, otkrivši kako je on Charliejev imaginarni prijatelj. Raymond počinje pjevati "I Saw Her Standing There" The Beatlesa, kao što je pjevao kad je Charlie bio dijete. Dok Charlie priprema vruću kupku, Raymond dobiva napad panike, vičući, "Vruća voda opeći dijete", sugerirajući da je Raymond umalo opekao svog malog brata u vreloj vodi te da je zato poslan u institut Walbrook, iako je vjerojatnije da se otac nije mogao brinuti za Raymonda nakon smrti svoje supruge (Raymond spominje kako je poslan u Walbrook nekoliko dana poslije majčine smrti).

### Las Vegas
Charliejevi osjećaji prema Raymondu se s vremenom počinju smekšavati. Sve više osjeća odgovornost kako bi zaštitio brata od okrutne stvarnosti svijeta. Ali muči ga to što su mu auti zaplijenjeni, a on duguje ulagačima 80 tisuća dolara, kojih nema. Putujući pokraj Las Vegasa, Charlie polanira iskoristiti Raymondovu brzu memoriju kako bi osvojio dovoljno novca da plati svoje dugove kockanjem. Nakon kupnje dva skupa odijela i posjeta frizerskom salonu, Charlie i Raymond ulaze u kasino kako bi odigrali blackjack. Raymond pomaže bratu "brojeći karte" (strategija koju koriste neki kockari). Charlie pogađa gotovo svaki put i ubrzo skupi brdo novca. Kasino postaje uvjeren da je Charlie varalica, ali ne mogu naći dokaze.
Kasnije, Raymond susreće prostitutku koja sjedi sama za barom. Uz Charliejevu potporu, čini se da Raymond normalno razgovara s prostitutkom, ali je nehotice uplaši pitajući koje lijekove uzima (Raymond često koristi to pitanje kako bi "razbio led"). Susanna i Charlie se pomiruju u Las Vegasu. Charlie uči Raymonda plesati, a Susanna poljubi Raymonda u dizalu. Raymond poslije kaže Charlieju kako je poljubac bio "mokar".

### Raymondov povratak
Na kraju, Charlie i Raymond se konačno sastaju s dr. Brunerom i sudskim psihijatrom (bez odvjetnika) kako bi Charlie dobio skrbništvo nad Raymondom. Dr. Bruner ponudi Charlieju 250 tisuća dolara da ode, ali ovaj ne mari za novac te se želi skrbiti za brata. Nakon što ga je psihijatar upitao, Raymond ne zna točno što želi; želi ostati s Charliejem u Los Angelesu, a u isto vrijeme vratiti se u Walbrook u Cincinnati. Psihijatar pritišće Raymonda da se odluči, uzrujavši ga, a Charlie mu kaže da prestane "ponižavati" Raymonda zbog njegove nesposobnosti da odluči između dva izbora.
Na kraju se odlučuje da se Raymond vrati u Cincinnati. Primjetno je da je emocionalno mnogo napredovao, dok se u isto vrijeme čini kako je zatvoren u svoj mali svijet; pokazuje ljubav prema Charlieju spuštajući svoju glavu na Charliejevu. Charlie je dirnut te kaže Raymondu kako će ga posjetiti za dva tjedna.

## Produkcija
Scenarij za film napisali su Ronald Bass i Barry Morrow, a režirao ga je Barry Levinson. Djelomično je temeljen na životnom stilu i karakteristikama autističnog muškarca, Kima Peeka iz  Salt Lake Cityja, Utah.

## Nagrade
Kišni čovjek osvojio je Oscare za najboljeg glavnog glumca (Dustin Hoffman), najboljeg redatelja, najbolji film i najbolji originalni scenarij. Osim toga, bio je nominiran i za scenografiju, snimku, montažu i originalnu glazbu.
Film je dobitnik Zlatnog medvjeda na  Berlinskom filmskom festivalu 1989. Kišni čovjek je do danas jedini film koji je osvojio Zlatnog medvjeda i  Oscara za najbolji film.

## Vanjske poveznice
- Kišni čovjek u internetskoj bazi filmova IMDb-a
- Kišni čovjek  Arhivirana inačica izvorne stranice od 2. travnja 2006. (Wayback Machine) na TomCruiseOnline.com